# بانيا

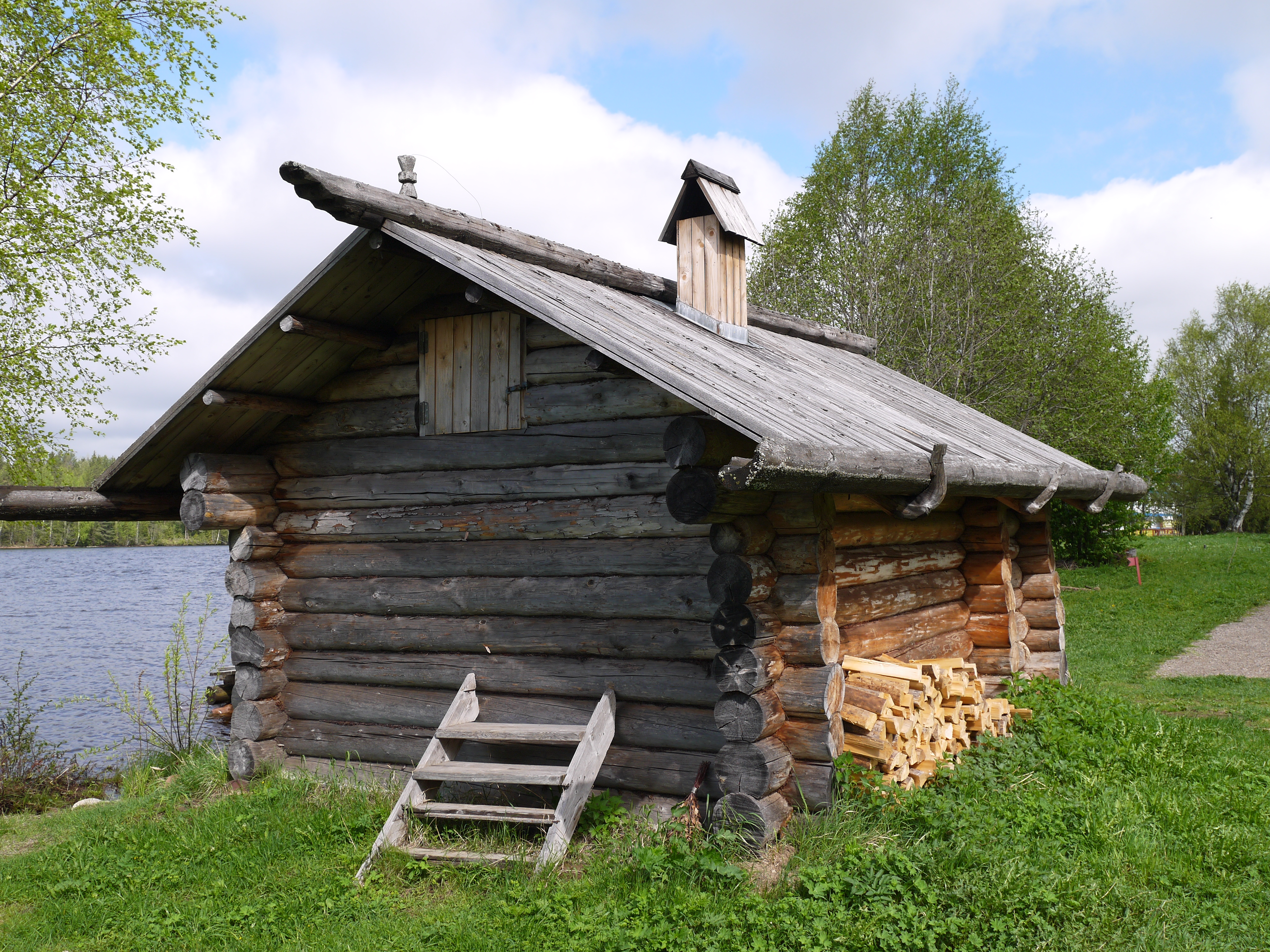
حمام بانيا روسي تقليدي

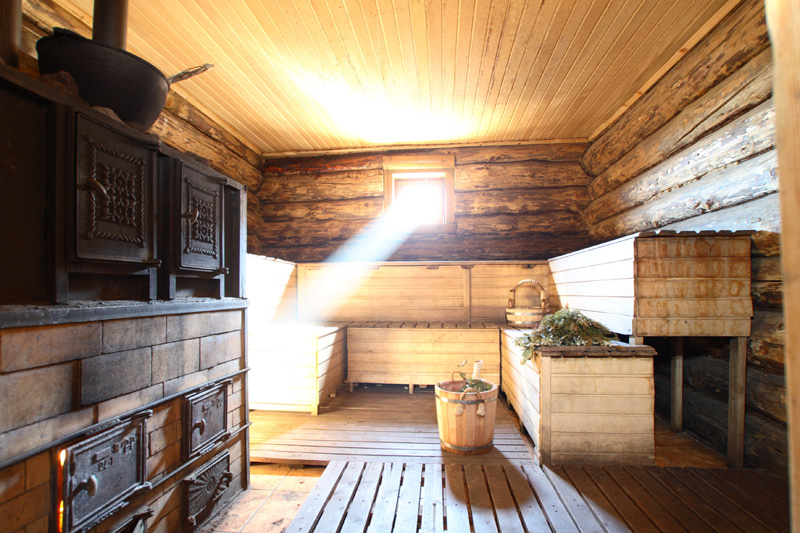
حمام البانيا الروسي من الداخل

بانيا (بالروسية: баня) وتعرف أيضاً بالساونا الروسية و الحمام الروسي ويعتبر أشهر أنواع الاستحمام في روسيا وشرق أوروبا تتم في غرف صغيرة خشبية مصممة لتكون رطبة أو جافة حسب فصول السنة، وتصمم لتكون الحرارة العالية فيها. معنى البانيا باللغة الروسية هو مكان الاستحمام العام.

## التاريخ
أول إشارة في التاريخ للبانيا كان عند القرن العاشر الميلادي. حيث عثر على أحد الألواح القديمة في روسيا التي تتكلم عن قصة انتقام الأميرة أولغا من قتل زوجها الأمير إيغور بن روريك من القبائل الدريفيلية السلافية، فأرسل قائد قبائل الدريفيلية السلافية للأميرة رسل طالباً الزواج منها وعندما جائوا لها أرسلتهم إلى حمام البانيا وقالت لهم نظفوا أنفسكم أولاً وثم تعالوا. وسرعان ما دخلوا حمام البانيا حتى أمرت الأميرة أولغا بتسخين الحمام لحد إحراقهم.
في القرن الثاني عشر ذكر نص من قبل كاهن إسمه أندرو كلامه عن حمامات البانيا وذكر أنها كانت تتواجد في روسيا وأوكرانيا وفي المستعمرات اليونانية في البحر الأسود وانه وجدها أيضاً في مدن أقصى الشمال في نوفغورود. وذكر: رأيت في بلاد السلاف بعد أن تجولت عندهم حمامات خشبية كانت دافئة وحرارتها عالية وكان تنظف الأجسام والجلد من الأوساخ. كان ينظفون جلودهم بقوة وثم يضيفون الماء البارد عليها وكانوا يتأذون منها.

## البناء

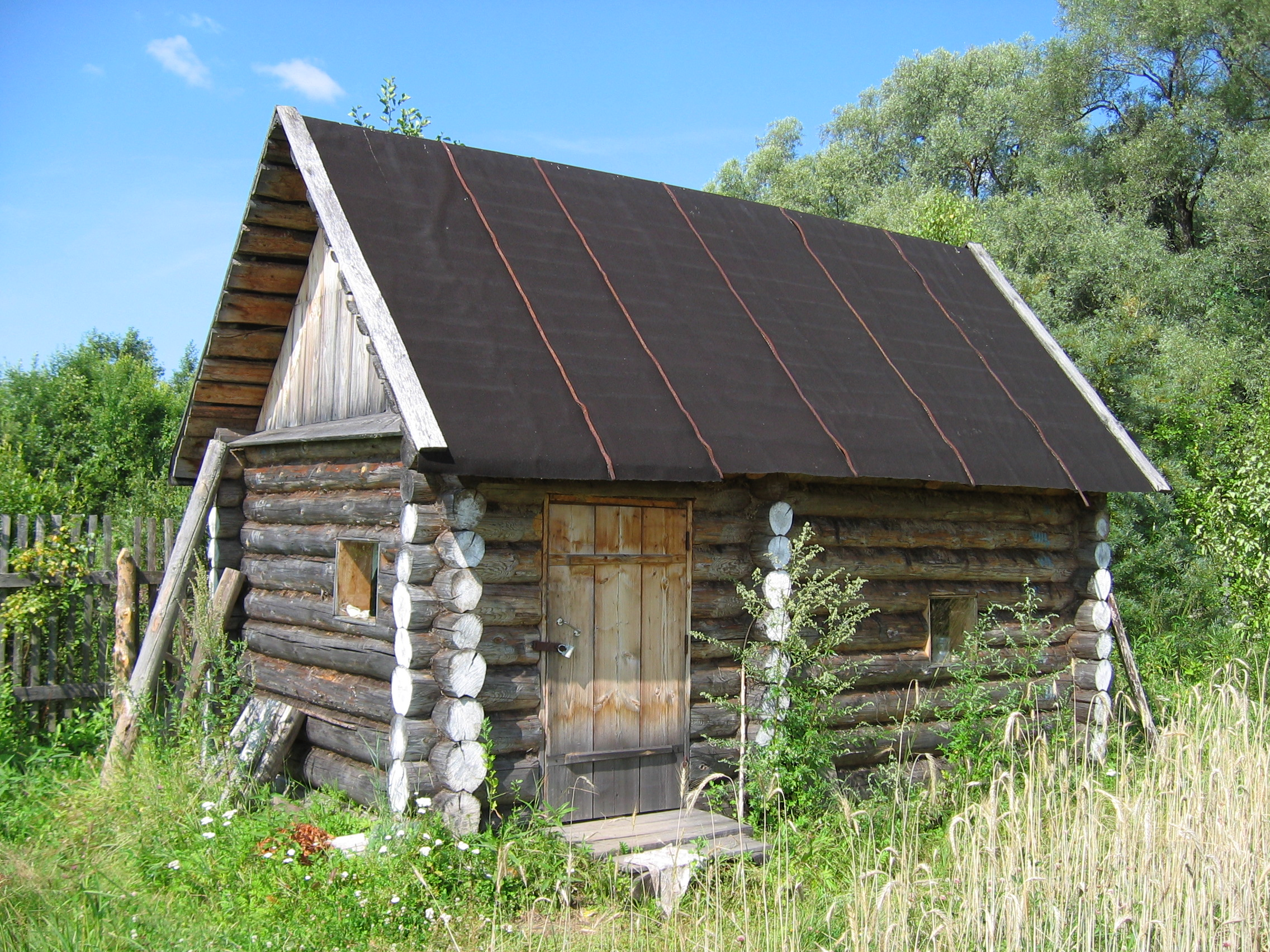
بنايا روسية من مستعمرة داشا في مستوطنة بارالموقع: بارفينو / نوفغورودسكايا أوبلاست / الروسية

هناك أحجام مختلفة لهذه الحمامات، ومنها من تكون على شكل أكواخ خشبية وهذا شائع في الساونات الفنلندية التقليدية. بينما في البانيات الروسية تتكون عادةً من 3 غرف والتي تتكون من غرفة بخار وغرفة تنظيف وغرفة دخول وتدعى غرفة الدخول باسم بريدبانيك (بالروسية: предбанник) والتي تتخذ كغرفة لحفظ الملابس وللاستراحة فيها. غرفة التنظيف تكون مملؤة بالماء الساخن وتكون مبخرة بها مع وجود صنبور للماء البارد وصنبور للماء المعتدل، وتتواجد أيضاً مدفأة في الغرفة لأجل حفظ درجة حرارة الغرفة. في غرفة البخار يتواجد بها موقد ساخن والتي تتخذ لأجل تنظيف الجلد.